# 甲斐巳八郎
甲斐 巳八郎（かい みはちろう 1903年1月24日 - 1979年6月16日）は、日本の画家。水墨画を中心とした日本画の創作を行った。

## 経歴
1903年(明治36年)1月24日、熊本県熊本市に生まれる。京都市立絵画専門学校本科に入学して福田平八郎に師事。1927年に卒業すると中国大陸へ渡り、南満州鉄道社員会報道部に勤務しながら日本画を中心とした作品制作などに携わった。また『北京画集』『満州郷土人形』などを著した。第二次世界大戦終結後の1947年、日本へ引揚げて福岡県に定住する。1948年には日本美術院展に「筑紫路」を出展、初入選したことを足掛かりに、以降、多くの作品を発表。水墨画を現代化した独自の作風を生み出した。
1979年6月16日、脊髄炎のため福岡市の千早病院にて死去。76歳。